# Mark Jamieson
Mark Jamieson (Dandenong, 4 de mayo de 1984) es un deportista australiano que compitió en ciclismo en la modalidad de pista, especialista en la prueba de persecución por equipos.
Ganó tres medallas en el Campeonato Mundial de Ciclismo en Pista, entre los años 2005 y 2008.
Participó en los Juegos Olímpicos de Pekín 2008, ocupando el cuarto lugar en la prueba de persecución por equipos.

## Medallero internacional
| Campeonato Mundial | Campeonato Mundial           | Campeonato Mundial | Campeonato Mundial      |
| Año                | Lugar                        | Medalla            | Competición             |
| ------------------ | ---------------------------- | ------------------ | ----------------------- |
| 2005               | Los Ángeles (Estados Unidos) | Medalla de bronce  | Persecución por equipos |
| 2006               | Burdeos (Francia)            | Medalla de oro     | Persecución por equipos |
| 2008               | Mánchester (Reino Unido)     | Medalla de bronce  | Persecución por equipos |